# Frederick Maurice Watson Harvey
Frederick Maurice Watson Harvey, né le 1er septembre 1888 à Athboy, comté de Meath, Irlande et mort à Fort Macleod, Alberta, Canada le 24 août 1980, est un joueur de rugby à XV et militaire irlando-canadien ayant participé aux Première et Seconde guerres mondiales.

## Biographie

### Carrière militaire
Frederick Maurice Watson Harvey représente à deux reprises l'équipe d'Irlande. Il joue son premier match le 9 mars 1907 contre le pays de Galles, et le dernier le 25 mars 1911 contre la France.